# 어글리 (2024년 영화)
《어글리》(영어: Uglies)는 2024년 공개된 미국의 SF 영화이다. 맥지가 감독을 맡았으며, 스콧 웨스터펠드의 동명 소설이 영화의 원작이다.

## 출연
- 조이 킹 - 톨리 영블러드
- 키스 파워스
- 체이스 스토크스
- 브리앤 추
- 라번 콕스